# 大熊正太郎
大熊 正太郎（おおくま しょうたろう、1972年9月24日 - ）は、元競輪選手。宮城県仙台市（旧 泉市）出身。日本競輪学校第78期卒業。現役時は日本競輪選手会宮城支部所属。

## 戦績
宮城県仙台第三高等学校を経て陸上自衛隊・第一空挺団に入隊。自衛隊時代はラグビー選手として国民体育大会に出場。
その後は盛田広美（宮城・27期）に師事して日本競輪学校に合格し第78期生として入学。在校競走成績は3勝を挙げ68位。1996年8月16日、立川競輪場でデビューし、初勝利を挙げた。
デビューからしばらくは徹底先行選手として鳴らし、2001年から2003年頃までは常時特別競輪（現在のGI）へ出場していた。
2013年6月9日の前橋競輪場第8R・A級特選で4着となった後、同月27日にA級1班在位のまま選手登録を消除し引退。通算成績1169戦203勝。